# Australotarsius tasmanicus
Australotarsius tasmanicus – gatunek chrząszcza z rodziny kusakowatych i podrodziny kusaków.

## Taksonomia
Gatunek ten opisany został po raz pierwszy w 2009 roku przez Aleksieja Sołodownikowa i Alfreda Newtona na łamach Zootaxa. Opisu dokonano na podstawie pojedynczego samca odłowionego w 1957 roku. Jako miejsce typowe wskazano Corinnę w australijskiej Tasmanii. Epitet gatunkowy odnosi się do lokalizacji typowej.

## Morfologia
Chrząszcz o wydłużonym ciele długości 7,4 mm, ubarwionym błyszcząco jasnobrązowo, w całości gęsto pokrytym punktami ze szczecinkami, przy czym szczecinki na pokrywach są rozmieszczone gęściej niż na głowie i przedpleczu, a na odwłoku są dłuższe i grubsze niż na reszcie ciała. Głowa jest niewiele szersza niż dłuższa, o oczach tak długich jak skronie, zaopatrzona w listewkę nuchalną. Czułki mają człon dziesiąty nieco krótszy od ostatniego i dziewiątego. Głaszczki szczękowe mają człon ostatni krótszy i szerzej ścięty niż u A. grandis. Przewężenie szyjne jest dobrze zaznaczone, zarówno po bokach, jak i po stronie grzbietowej. Przedplecze jest tak długie jak szerokie. Kąty przedplecza są zaokrąglone, te przednie wystają ku przodowi słabiej niż u A. grandis. Pokrywy są wyraźnie dłuższe i szersze od przedplecza. Genitalia samca cechują się symetryczną i głęboko rozdowjoną paramerą oraz zaokrąglonym na szczycie płatem środkowym edeagusa.

## Rozprzestrzenienie
Owad endemiczny dla Australii, znany wyłącznie z lokalizacji typowej na zachodzie Tasmanii. 